# Orlando Ramón Agosti
Orlando Ramón Agosti (San Andrés de Giles, 22 de agosto de 1924-Buenos Aires, 6 de octubre de 1997) fue un militar y dictador argentino, destituido en el Juicio a las Juntas al hallárselo culpable de crímenes de lesa humanidad, como integrante de la primera Junta Militar de la última dictadura cívico-militar, que gobernó su país entre 1976 y 1983.

## Vida privada y familia
Orlando Agosti nació en San Andrés de Giles y era amigo cercano de Jorge Rafael Videla desde su niñez. Era, en sus tiempos libres, un aficionado del golf.
Estaba casado con Elba Esther Boccardo, con quien tuvo dos hijos, Marcelo Orlando (1956) y Sonia Raquel (1958).

## Carrera militar

### Primeros años
Tras culminar con sus estudios de educación secundaria, Orlando Agosti ingresó como cadete de la Escuela de Aviación Militar el 1 de marzo de 1944. El 15 de diciembre de 1947 egresó como alférez del escalafón aire, con orden de mérito 16 sobre un total de 164 cadetes egresados de la promoción 13° de la mencionada institución aeronáutica militar. Entre sus compañeros de promoción se destacan los alféreces Rubén Dante Di Bello, Miguel Ángel Ossés, Omar Domingo Rubens Graffigna y Jesús Orlando Cappellini.
Siendo ya aviador de caza, en 1951 tomó parte en la frustrada intentona que lideró el general de brigada Benjamín Menéndez contra Juan Domingo Perón; entre ésta y la Revolución Libertadora estuvo exiliado en Montevideo. Una vez destituido Perón, Agosti fue restituido y dado de alta nuevamente en el escalafón de la Aeronáutica.

### Actividad posterior a su reincorporación
Durante su carrera tras ser amnistiado y reintegrado a la aeronáutica militar Orlando Agosti se desempeñó como vicepresidente del Comité de Mapas Aeronáuticos dependiente del Instituto Panamericano de Geografía e Historia en 1960; con posterioridad fungió secretario y asesor de la delegación militar argentina ante la Junta Interamericana de Defensa en Washington D. C. desde octubre de 1962 hasta finales de 1964. Hacia 1965 Agosti llevó a cabo el curso superior de la Escuela de Comando y Estado Mayor exitosamente, lo cual le permitió en años posteriores acceder a los grados de oficiales superiores (brigadier, brigadier mayor y brigadier general).
En 1966 ejerció como jefe del Departamento de Política y Doctrina dependiente del Cuartel General de la Fuerza Aérea. Al año siguiente estuvo a cargo de la jefatura del Comité de Doctrina de Guerra Aérea Especial. En 1967 fue enviado a cumplir funciones de jefe de la División de Políticas del Estado Mayor General de la Fuerza Aérea, cargo que ejerció por dos años.
Hacia 1969 Orlando Agosti fue nombrado subjefe de la I Brigada Aérea, sita en la Base Aérea El Palomar. En 1970, el entonces Comodoro Orlando Ramón Agosti se desempeñó en el cargo de Subdirector de la Escuela de Aviación Militar hasta fines de ese mismo año.
Hacia 1971 fue destinado a servir como jefe de la VII Brigada Aérea, asentada en la Base Aérea de Morón. A mediados de ese mismo año se lo nombró comandante de la II Brigada Aérea con asiento en la ciudad de Paraná cargo que retuvo entre mediados de 1971 y 1972. Fue durante ese destino militar que Agosti fue promovido a la jerarquía de brigadier el 31 de diciembre de 1971.
El Brigadier Orlando Ramón Agosti estuvo destinado entre los años 1972 y 1973 en calidad de agregado aeronáutico en la Embajada de Argentina en Estados Unidos con acreditación para el mismo cargo en Canadá, y simultáneamente fue delegado y luego jefe de delegación de su país ante la Junta Interamericana de Defensa.
De regreso a su país, a fines de 1973, fue nombrado jefe del Estado Mayor del Comando de Material y presidente del Tribunal Ordinario de Honor de la Fuerza Aérea. En 1974, fue puesto al frente del Comando de Regiones Aéreas. Entre enero de 1974 y el mismo mes de 1975 Agosti era también Jefe del Estado Mayor del Comando de Material Aéreo. Entre enero de 1975 hasta diciembre de 1976 ejerció la titularidad del Comandando de Material Aéreo.

#### Meses previos al golpe de Estado y participación
El 18 de diciembre de 1975, luego de un levantamiento encabezado por el entonces brigadier Jesús Orlando Cappellini que provocó el retiro del brigadier general Héctor Luis Fautario y su segundo, el brigadier mayor José María Klix —futuro ministro de Defensa del gobierno de facto de Jorge Videla— recibió de manos de la presidenta el ascenso a brigadier general y el nombramiento de comandante general de la Fuerza Aérea Argentina.
Según reportes desclasificados de la Agencia Central de Inteligencia, Orlando Ramón Agosti mantuvo un bajo perfil y trató de dar la impresión de ser un militar apolítico y profesionalista desde la institucionalización del país en 1973 en las cuales el peronismo era el signo político gobernante. No obstante ello, era reputado de ser un férreo antiperonista. Uno de los informes señala que Agosti era proclive y bien dispuesto hacia los Estados Unidos y otorgaba un valor considerable a las buenas relaciones continuas con este país.

## Integrante de la Junta Militar de Gobierno
Sólo tres meses más tarde, junto al teniente general Jorge Rafael Videla por el Ejército y el almirante Emilio Eduardo Massera por la Armada dieron el golpe. Opacado por sus compañeros en la Junta, fue el menos implicado en las acciones de gobierno, y en especial en la represión ilegal. 
Mientras ocupó el cargo de Comandante en Jefe de la Fuerza Aérea Argentina el Brigadier General Agosti consideraba la aplicación de relevos periódicos en los altos mandos de la aeronáutica, ocasionados por retiros eventuales, como una salvaguarda implícita contra la concentración de poder en manos de un solo hombre fuerte. Al elogiar la "unidad férrea" entre las tres fuerzas armadas, la calificó como garantía de continuidad y estabilidad del país.
Cuando disertó ante un grupo de empresarios en octubre de 1977, Agosti declaró su total confianza en los objetivos y la metodología de la "reorganización nacional" dirigida por militares. Negando la acusación de que el régimen fuese una dictadura, señaló que la junta, como un ejecutivo plural, poseedora de un sistema incorporado de frenos y contrapesos, que debería prevenir la formación de cultos a la personalidad. En esa misma exposición hizo un llamamiento a la comunidad empresarial para que "hiciera su parte" en la "reorganización nacional" aumentando la productividad, en lugar de exigir un apoyo público irrazonable a expensas de una nación empobrecida.

### Pase a retiro
El 25 de enero de 1979, Agosti pasó a retiro. En su lugar nombró al brigadier mayor Omar Graffigna, quien fue ascendido inmediatamente a brigadier general y lo reemplazó al frente de la Fuerza Aérea.

## Juicio a las Juntas Militares y condena
Juzgado tras la restauración de la democracia, Agosti fue declarado culpable en ocho casos de tortura y robo, y sentenciado a cuatro años y seis meses de prisión y destituido de su cargo. La Corte Suprema de Justicia redujo la pena a tres años y nueve meses de prisión; entró en ella el 24 de octubre de 1984 y cumplió su pena en el penal de Magdalena. Procesado aún por el delito de rebelión, no sería liberado hasta mayo de 1989. En 1993, solicitó judicialmente la restitución de su grado militar, petición que la justicia denegó.
Fue el único militar que participó en la represión ilegal que cumplió íntegramente la pena impuesta en el Juicio a las Juntas por esa causa.

## Muerte
Falleció de cáncer el 6 de octubre de 1997 en el Hospital Aeronáutico Central, en la ciudad de Buenos Aires.